# Maleshevo Cove
Die Maleshevo Cove (englisch; bulgarisch залив Малешево saliw Maleschewo) ist eine 2,5 km breite und 1,1 m lange Nebenbucht der Hero Bay an der Nordküste der Livingston-Insel im Archipel der Südlichen Shetlandinseln. Sie liegt zwischen dem Lukovit Point und dem Siddons Point.
Bulgarische Wissenschaftler kartierten sie 2009. Die bulgarische Kommission für Antarktische Geographische Namen benannte sie im selben Jahr nach der Region Maleschewo im Südwesten Bulgariens.